# Mostowlany (rejon grodzieński)
Mostowlany (biał. Мастаўляны) – chutor na Białorusi, w obwodzie grodzieńskim, w rejonie grodzieńskim, w sielsowiecie Skidel.
W latach 1921–1939 Mostowlany należały do gminy Skidel w ówczesnym województwie białostockim.